# ولی‌آباد (بهبهان)
ولی‌آباد (بهبهان)، روستایی از توابع بخش مرکزی شهرستان بهبهان در .

## جمعیت
این روستا در دهستان حومه قرار دارد و براساس سرشماری مرکز آمار ایران در سال ۱۳۸۵، جمعیت آن ۲۹ نفر (۶خانوار) بوده‌است.